# Eublemma bicoloria
Eublemma bicoloria là một loài bướm đêm trong họ Erebidae.